# Haleine
Haleine is een plaats en voormalige gemeente in het Franse departement Orne in de regio Normandië en telt 250 inwoners (2005). De plaats maakt deel uit van het arrondissement Alençon.

## Geschiedenis
Op 1 januari 2016 fuseerde Haleine met de gemeenten La Chapelle-d'Andaine, Couterne en Geneslay tot de gemeente Rives d'Andaine. 

## Geografie
De oppervlakte van Haleine bedraagt 2,6 km², de bevolkingsdichtheid is 96,2 inwoners per km².
De onderstaande kaart toont de ligging van Haleine met de belangrijkste infrastructuur en aangrenzende gemeenten.

## Demografie
Onderstaande figuur toont het verloop van het inwonertal (bron: INSEE-tellingen).
La Chapelle-d'Andaine · Couterne · Geneslay · Haleine